# Стрельба из лука на летней Универсиаде 2019
Стрельба из лука Универсиаде 2019 — соревнования по стрельбе из лука в рамках летней Универсиады 2019 года пройдут с 6 июля по 10 июля в итальянских городах Казерта (состоятся финалы) и Авеллино (пройдут квалификации). Будут разыграны 10 комплектов наград.

## История
Стрельба из лука была включена в программу Универсиад FISU в 1996 году. Турнир по стрельбе из лука на Универсиадах имел статус дополнительного к соревновательной программе. Впервые в Неаполе в 2019 году, будет обязательным видом спорта. Пройдут индивидуальные и командные соревнования (мужские, женские и смешанные).
На прошлой Универсиаде в Тайбэе безоговорочную победу одержали спортсмены из Южной Кореи завоевав 8 из 10 золотых медалей.
Программа настоящих игр по сравнению с предыдущими не изменилась.

## Правила участия
Мероприятия по стрельбе из лука будут организованы в соответствии с последним техническим регламентом Всемирной федерации стрельбы из лука (WA).
Соревнования продлятся пять (5) дней и включают в себя:
I. Индивидуальные состязания:
- Мужчины: — Изогнутый лук (или разделение)

— Составной лук
- Женщины: — Изогнутый лук

— Составной лук
II. Командные состязания:
- Мужчины: — Изогнутый лук

— Составной лук
- Женщины: — Изогнутый лук

— Составной лук
III. Смешанные командные состязания:
- — Изогнутый лук
- — Составной лук

Каждая страна имеет право заявить не более восьми (8) спортсменов. Максимум по два в каждой категории лука у мужчин и у женщин.
В соответствии с Положением FISU, теннисисты должны соответствовать следующим требованиям для участия во Всемирной универсиаде (статья 5.2.1):
- До соревнований допускаются студенты обучающиеся в настоящее время в высших учебных заведениях, либо окончившие ВУЗ не более года назад.
- Все спортсмены должны быть гражданами страны, которую они представляют.
- Участники должны быть старше 17-ти лет, но младше 28-ми лет на 1 января 2019 года (то есть допускаются только спортсмены родившиеся между 1 января 1991 года и 31 декабря 2001 года).

## Календарь
| ЦО | Церемония открытия | ● | Квалификации | 2 | Финалы соревнований | ЦЗ | Церемония закрытия |

| Июль             | 2 Вт | 3 Ср | 4 Чт | 5 Пт | 6 Сб | 7 Вс | 8 Пн | 9 Вт | 10 Ср | 11 Чт | 12 Пт | 13 Сб | 14 Вс | Соревнования |
| ---------------- | ---- | ---- | ---- | ---- | ---- | ---- | ---- | ---- | ----- | ----- | ----- | ----- | ----- | ------------ |
| Стрельба из лука |      | ЦО   |      |      |      |      |      | ●    | ●     | ●     | 5     | 5     | ЦЗ    | 10           |

## Результаты

### Мужчины
| Дисциплина                | Золото                               | Серебро                                   | Бронза                                   |
| ------------------------- | ------------------------------------ | ----------------------------------------- | ---------------------------------------- |
| одиночный (изогнутый лук) | Южная Корея Ли Ву Сук                | Россия Эрдем Цыдыпов                      | Япония Юта Иши                           |
| одиночный (составной лук) | Россия Антон Булаев                  | Турция Мухаммед Йетим                     | Южная Корея Ким Джон Хо                  |
| командный (изогнутый лук) | Россия Эрдем Цыдыпов Белигто Цунгуев | Китайский Тайбэй Тан Чи Чун Вей Чун Хэ    | США Адам Хайдт Мэттью Зумбо              |
| командный (составной лук) | Турция Сулейман Араз Мухаммед Йетим  | Иран Кяраш Фарзан Мохаммед Салех Пализбан | Мексика Мигель Бекерра Родольфо Гонсалес |

### Женщины
| Дисциплина                | Золото | Серебро | Бронза |
| ------------------------- | ------ | ------- | ------ |
| одиночный (изогнутый лук) |        |         |        |
| одиночный (составной лук) |        |         |        |
| командный (изогнутый лук) |        |         |        |
| командный (составной лук) |        |         |        |

### Микст
| Дисциплина            | Золото | Серебро | Бронза |
| --------------------- | ------ | ------- | ------ |
| микст (изогнутый лук) |        |         |        |
| микст (составной лук) |        |         |        |

## Медальный зачёт в теннисе
| Место | Страна      | Золото | Серебро | Бронза | Всего |
| ----- | ----------- | ------ | ------- | ------ | ----- |
| 1     | Южная Корея | 0      | 0       | 0      | 0     |
| 2     | Китай       | 0      | 0       | 0      | 0     |
| 3     | Россия      | 0      | 0       | 0      | 0     |
| 4     | США         | 0      | 0       | 0      | 0     |
| 5     | Франция     | 0      | 0       | 0      | 0     |
| 6     | Италия      | 0      | 0       | 0      | 0     |
| Всего | Всего       | 10     | 10      | 10     | 30    |